# 栗原沙也加
栗原 沙也加（くりはら さやか、1995年11月2日 - ）は、日本の女優、ミュージカル女優である。東京都出身。成城大学卒業。

## 略歴・人物
私立成城学園初等学校、成城学園中学校高等学校、成城大学卒業。
子役時代から芸歴を重ね、2020年2月からは東宝芸能に所属する舞台女優8人で結成したボーカルユニット"CASPEL"のメンバーとなる。
好きなものは少年漫画、謎解き、お笑い。好きな食べ物は生牡蠣。
星のソムリエ資格を持つ。
2025年7月、結婚したことを発表。

## 出演

### 舞台・ミュージカル
主演は太字で表記
- ミュージカル「ピノキオの大冒険〜もう一つのピノキオ物語〜」（2004年、スペース107） - 花の精 役
- ミュージカル「トラップ一家物語」（2005年、前進座劇場 他全国公演） - 四女マルティナ 役
- ミュージカル「アニー」（2007年、青山劇場 / 梅田芸術劇場シアタードラマシティ / 愛知県芸術劇場） - アニー 役
- アニー クリスマスコンサート2007（2007年、青山劇場） - アニー 役
- ミュージカル「葉っぱのフレディ〜いのちの旅〜」（2008年、ゆうぽうとホール / NHK大阪ホール / 恵庭市民会館） - クレア 役
- アニー クリスマスコンサート2008（2008年、青山劇場） - アニー 役
- ミュージカル「ココ・スマイル6」（2009年、スペース107） - かづき 役
- 舞台「ラブリーズ 〜君に捧げるハーモニー〜」（2009年、小劇場「楽園」） - ツバサ 役
- ミュージカル「ココ・スマイル」（2010年、シアターサンモール） - ミサト 役
- 舞台「透明少女」（2016年、新宿村LIVE　まつだ壱岱演出） - マコ 役
- ロックミュージカル「STAND IN THE WORLD」（2016年、天空劇場） - アンサンブル
- ミュージカル「ズボン船長」（2016年、銀河劇場） - クサノ先生 役
- ミュージカル「ショパンと過ごした8日間」（2016年、ラゾーナ川崎プラザソル） - エミリア 役
- 舞台「THE IDENTITY ORDER ワタシタチダケノルール」（2017年、武蔵野芸能劇場） - 金城涙 役
- 舞台「文豪ストレイドッグス」中屋敷法仁演出（2017年12月22日 - 2018年2月4日、KAAT神奈川芸術劇場 / 森ノ宮ピロティホール / AiiA 2.5theater TOKYO） - アンサンブル
- ショー「Break a leg!!」（2018年、STUDIO BLANZ）
- 舞台「うつろのまこと」西森英行演出（2018年、銀座博品館劇場） - 彌若 役、他
- 歌劇「明治東亰恋伽～月虹の婚約者（マイネリーベ）～」吉谷光太郎演出（2018年8月18日 - 19日、森ノ宮ピロティホール / 8月25日 - 9月2日、シアター1010） - アンサンブル、白雪 役
- 「LIVE ACT PLANETARIA 1stACT ～星にねがう夢～」（2018年、コニカミノルタプラネタリアTOKYO）
- ミュージカル「スペリング・ビー」菊池はさはる演出（2019年5月29日 - 6月2日、六行会ホール） - オリーブ・オストロフスキー 役
- ミュージカル「ミルキーウェイ～銀河鉄道の夜」（2019年7月4日 - 7日、六行会ホール） - ジョバンニ 役
- ミュージカル「boy be...」横山由和演出（2019年10月9日 - 14日、六行会ホール） - ナーナ 役
- 音楽劇「ハムレット」藤間勘十郎演出（2019年10月22日 - 25日、天空劇場） - オフィーリア 役
- 青春舞台「1518! イチゴーイチハチ!」（2021年2月17日 ‐ 23日、池袋シアターグリーン BIG TREE THEATER）‐ 日野江碧 役
- 饗宴「ONLY SILVER FISH」西田大輔演出（2021年7月14日 - 25日、DisGOONieS）- リリィ役
- 2.5次元ダンスライブ「ツキウタ。」ステージGirl’ｓside MEGASTA．Episode2「Goodbye my dear Frenemy.」（2022年2月17日(木)～2月25日(金)ニッショーホール(旧ヤクルトホール)）【延期】- 獏路朱華 役
- スーパー銭湯LIVE「ユーラン・ルージュ～笑いの源泉かけ流し！～」（2022年6月3日・4日 よみうりホール）[5]- 斎藤グループ秘書 栗原 役
- ミュージカル「春のめざめ」（2022年7月12日〜7月31日、浅草九劇） - ヴェントラ 役
- 2.5次元ダンスライブ「ツキウタ。」ステージGirl’s side MEGASTA. Episode2 「Goodbye my dear Frenemy.」（2022年12月17日(土)〜12月25日(日) 新宿村LIVE） - 獏路朱華 役
- 東宝「SHINE SHOW!」山田和也演出（2023年8月18日(金)〜9月4日(月) シアタークリエ、9月15日(金)〜17日(日) 兵庫県立芸術文化センター）- 笛木里穂 役
- 幕末オペラ「歳三を愛した女」（2023年9月26日(火) 埼玉会館、10月28日(土)〜29日(日) メニコンシアター Aoi）- お弥代 役
- 劇団ミュOp.1 ミュージカル「Liebe 〜シューマンの愛したひと〜」（2024年1月27日〜2月5日、シアター711） - エルネスティネ 役[6]
- ミュージカル「かえるのロッキンチェア」（2024年5月3日(金)〜5日(日) アトリエ第Q藝術）- 紬季 役
- 東宝ミュージカル「SONG WRITERS」岸谷五朗演出（2024年11月6日(水)〜28日(木) シアタークリエ、12月7日(土)〜8日(日) 森ノ宮ピロティホール、12月11日(水) Niterra日本特殊陶業市民会館ビレッジホール）- YOKO 役
- 舞台「五瓣の椿」（2025年2月14日(金)〜16日(日) 三越劇場）- おしの 役

### 映画
- 「orange」（2015年12月12日公開） - クラスメート：小林沙也加 役
- 「一滴の雫から広がる波紋」（2019年）
- 劇場特別版「カフカの東京絶望日記」（2020年2月28日公開） - 地下アイドル：二階堂あん 役
- 「チェリまほ THE MOVIE 〜30歳まで童貞だと魔法使いになれるらしい」
- 「鳩のごとく蛇のごとく 斜陽」（2022年11月4日公開）- 明美 役

### テレビ
- 思い出のメロディー（2015年、NHK） - オープニングダンサー
- グリーン&ブラックス（2019年6月26日、WOWOW） - ダンサー
- ディズニー365（2019年8月 - 、ディズニーチャンネル） - 月替わりMC
- グリーン&ブラックス（2022年10月28日、WOWOW）- ジャージー・ボーイズシーン出演

### テレビドラマ
- カフカの東京絶望日記 第4話（2019年10月11日、MBS） - 地下アイドル：二階堂あん 役
- 絶対零度 第3話（2020年1月20日、フジテレビ） - バレリーナ 役
- パパがも一度恋をした 第6話（2020年3月7日、フジテレビ）‐ 渡辺あん 役
- 30歳まで童貞だと魔法使いになれるらしい（2020年10月9日 - 12月25日、テレビ東京） - レギュラー社員 役
- ウチの娘は、彼氏が出来ない!! 最終話（2021年3月17日、日本テレビ）- 沢野くるみ 役（写真出演）
- 昭和歌謡ミュージカル また逢う日まで（2022年4月30日、NHK BSプレミアム）- 二子 役ほか
- 不適切にもほどがある! 第4話（2024年2月16日、TBS） - EBSテレビ社員 役

### ラジオ
- ラジオ日本「ハマビジ！」レギュラーアシスタント（2022年4月〜、毎週水曜25時〜放送）

### ライブ
- RiRiKA LIVE「multi-coloured」（2019年6月28日、原宿駅前ステージ） - コーラス参加
- CASPEL DEVIEW LIVE（2020年2月23日、六本木クラップス）
- 「Sound Theater 2022 -Ⅰ」（2022年9月23日、パルテノン多摩）-　コーラス参加

### イメージDVD
- Twinkle 栗原沙也加 （2023年2月24日、エスデジタル）[7]

### CD
- RiRiKA「toc-toc」楽曲「風になりたい」 - コーラス参加

### WEB
- 亜細亜大学WebCM「Support is Sports! -たくさんの支え-」（2015年）
- 新潟県公式チャンネル「新潟県産米粉を知ろう！食べよう！」（2022年）

### 雑誌
- 東京トレンドランキング 2019年12月号 - 表紙[8]
- 東京トレンドランキング 2020年11月号 - 表紙[9]